# 鄭成功祖廟
鄭成功祖廟為奉祀鄭成功的鄭氏家廟，為東寧王國永曆十七年（1663年）鄭經所建之專祠，奉祀其父鄭成功。該廟位於台南市中西區（臺灣府城寧南坊五帝廟街）。臺灣府納入大清帝國版圖後，改稱鄭氏大宗祠，又稱昭格堂。近年易名鄭姓宗祠，後來才又回復正名鄭成功祖廟。該廟於1985年11月19日公告為三級古蹟，1997年5月《文化資產保存法》修法後，取消三級制。成為縣市定古蹟。2010年臺南縣市合併升格後成為直轄市定古蹟。。

## 歷史沿革

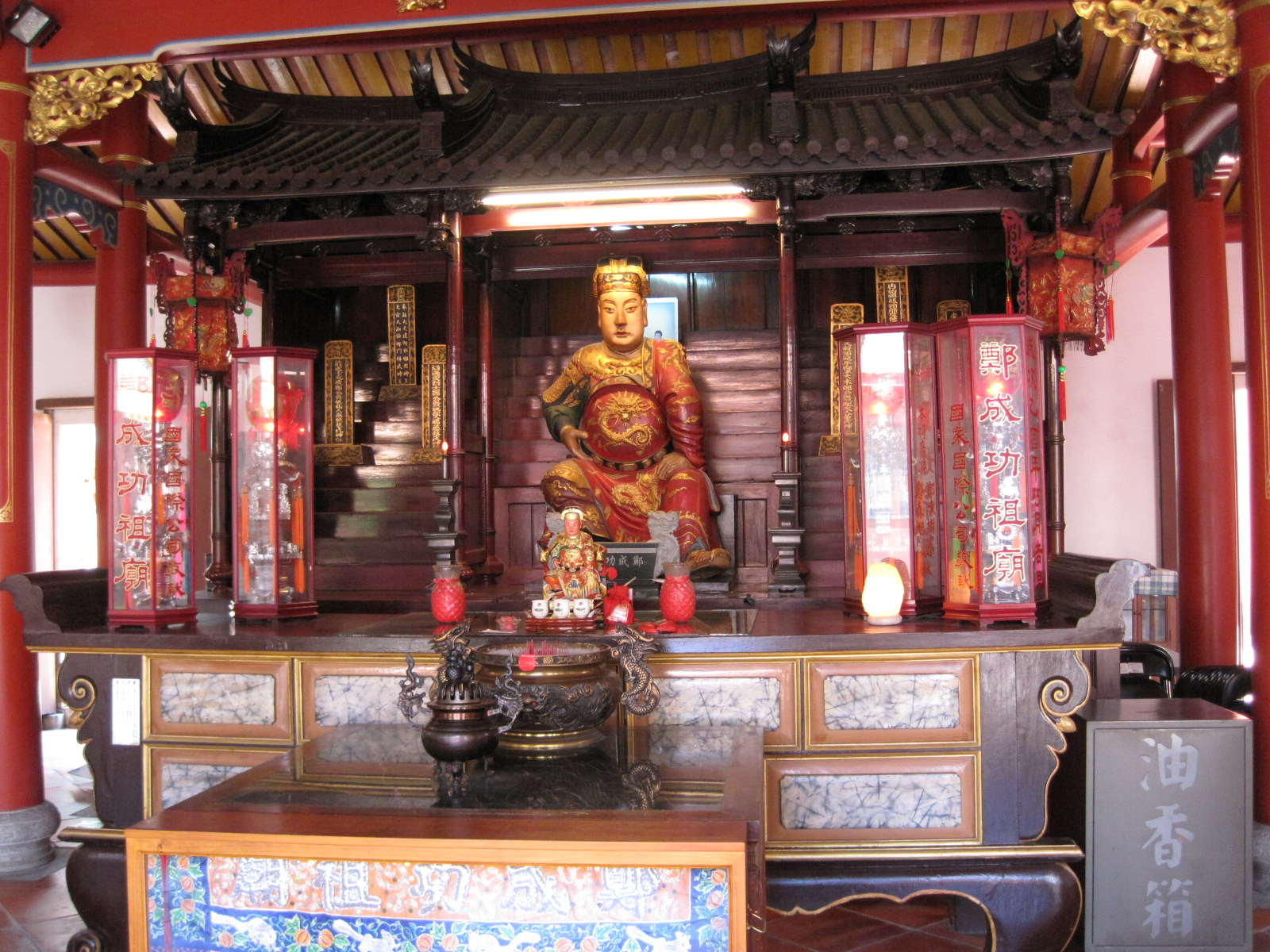
正殿的神龕與鄭成功像

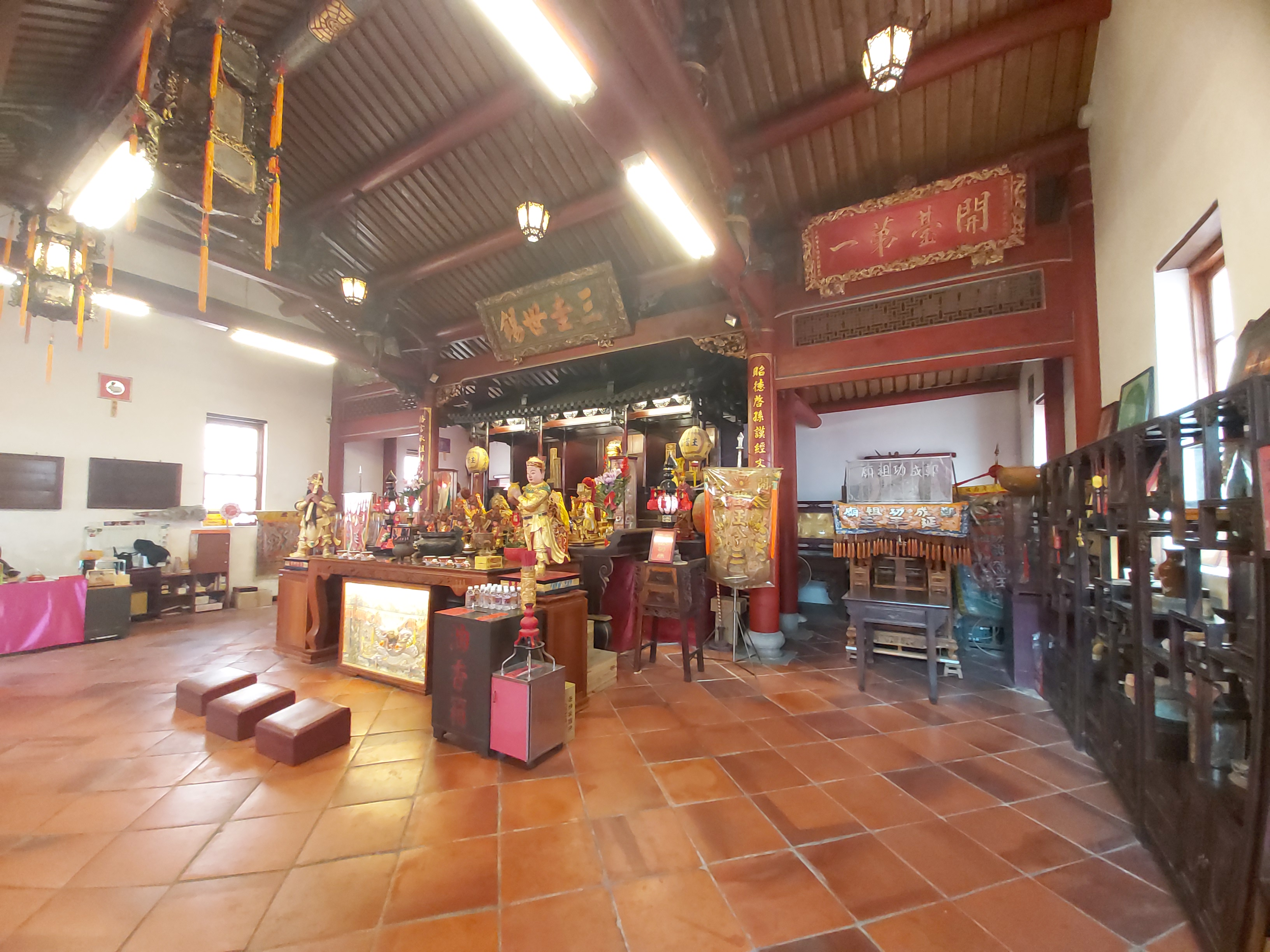
正殿室內陳設

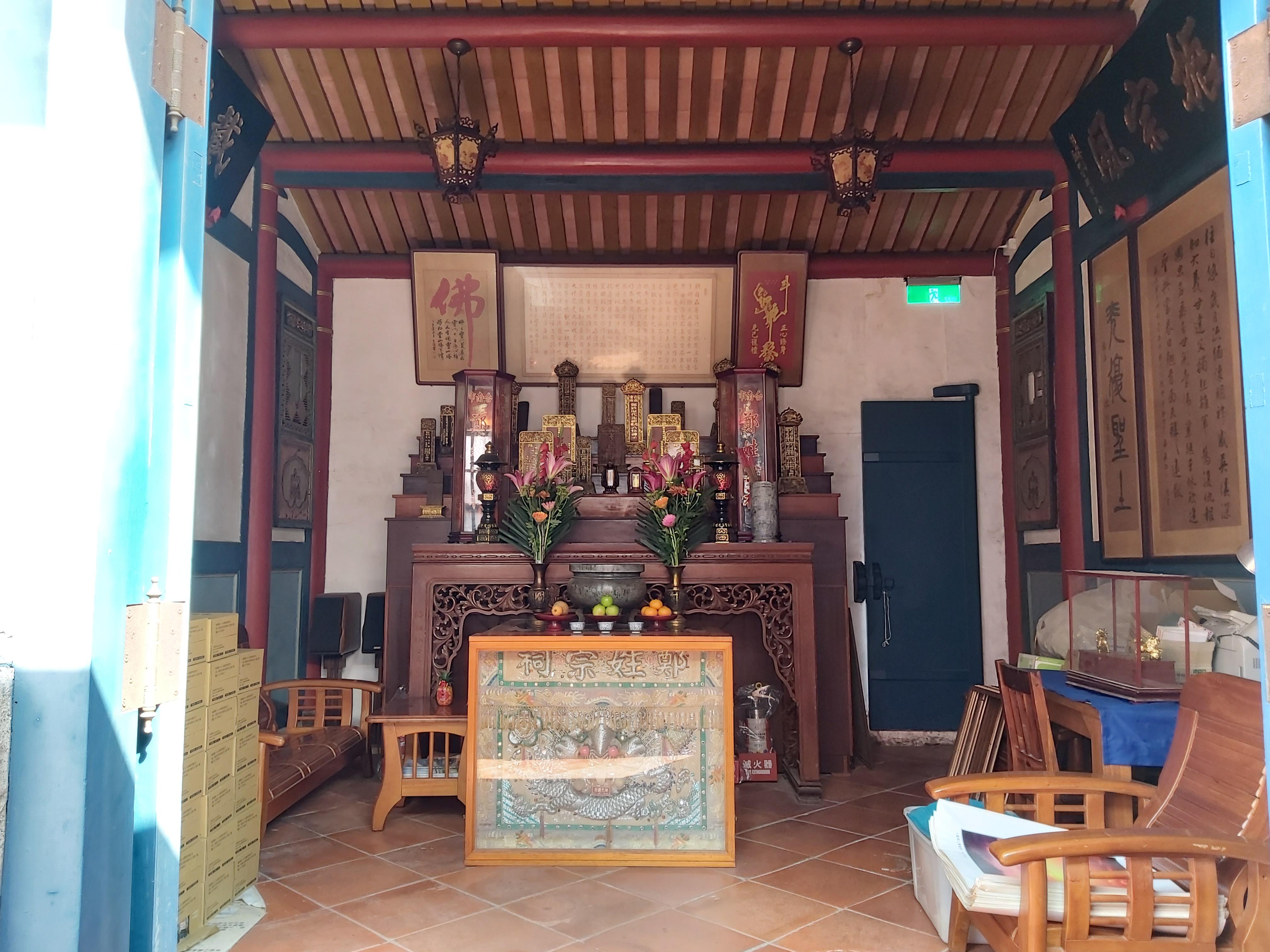
後殿鄭姓宗祠祖廳

鄭經在明永曆十七年（1663年）從金廈來到臺灣後，隨即建立祭祀其父的「延平王廟」，又稱「先王廟」，後來鄭經逝世後建了祭祀他的「二王廟」，該廟遂又稱為「大王廟」。後來明鄭滅亡於明永曆三十七年（1683年）之後，施琅曾來此處祭拜鄭成功，但後來由於鄭氏族人被遷回中國大陸，周圍居民又不敢公然前去祭祀鄭成功，導致該廟一度被兩個姓許和姓蔡的官役佔去，直到乾隆三十六年（1771年）才由士紳鄭其嘏等人贖回重修，並改稱「鄭氏大宗祠」，又稱「昭格堂」，而之後數年也有數次整修過。
進入臺灣日治時期之後，由於1919年進行市區改正而拓寬廟前道路，導致該廟門前有部分被拆除。1930年適逢舉辦「臺灣文化三百年紀念」，鄭氏家族組成臺南鄭氏宗親會並發起募款，於兩年後完成該廟的整修。
二次大戰結束進入民國時期後，1961年因延平郡王祠重塑鄭成功神像，原本由蔡心雕塑於1947年的樟木神像則移祀至此。1983年因廟前道路再次拓寬，該廟前面便改建為牆門，此外鄭氏家廟則改稱為鄭氏宗祠。之後2000年再次整修竣工，而2002年4月29日則正式改名為「鄭成功祖廟」，並且對外開放。

## 建築特色
此廟為三開間三進的格局，座東朝西，由前殿、正殿與後殿組成，整體外觀簡樸不華。門前古井為創建時期遺跡，前庭則栽有七弦竹及置有幼年鄭成功及母親田川松之雕像。前殿之入口內凹，為「凹壽式」的形式，而兩旁則有開了圓孔窗的耳房。正殿奉祀鄭成功神像，與歷代鄭氏祖先、聖賢等神位，並懸有清乾隆三十六年（1771年）的「三圭世錫」匾額，為鄭成功第四代孫鄭汝成至台灣祭拜祖先所立。堂內石柱聯刻「昭毅無雙開疆復土承天續，格思靡既迪後光前擘海祠」，彰顯鄭氏開拓之功勞。

## 圖片

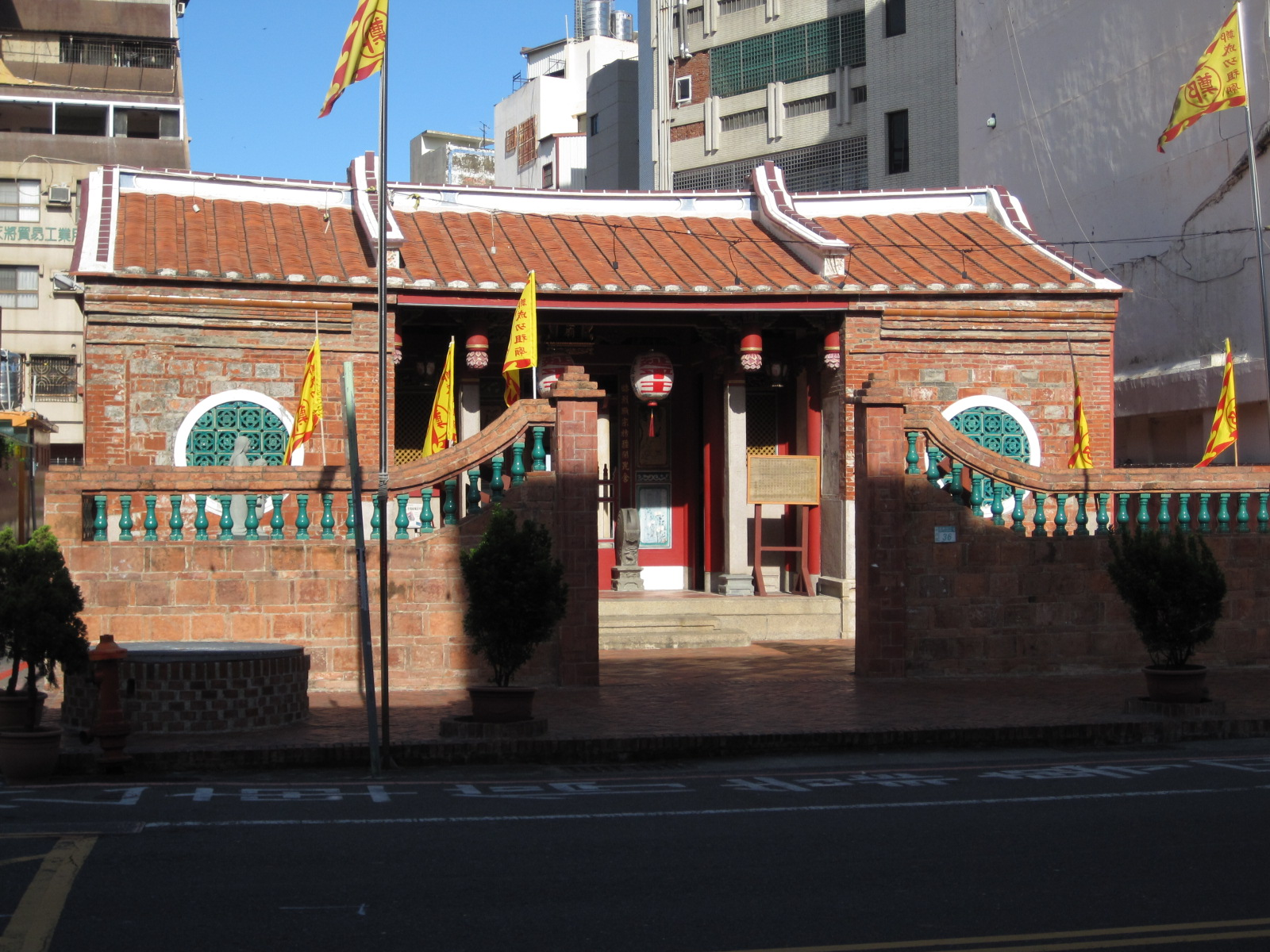
外觀
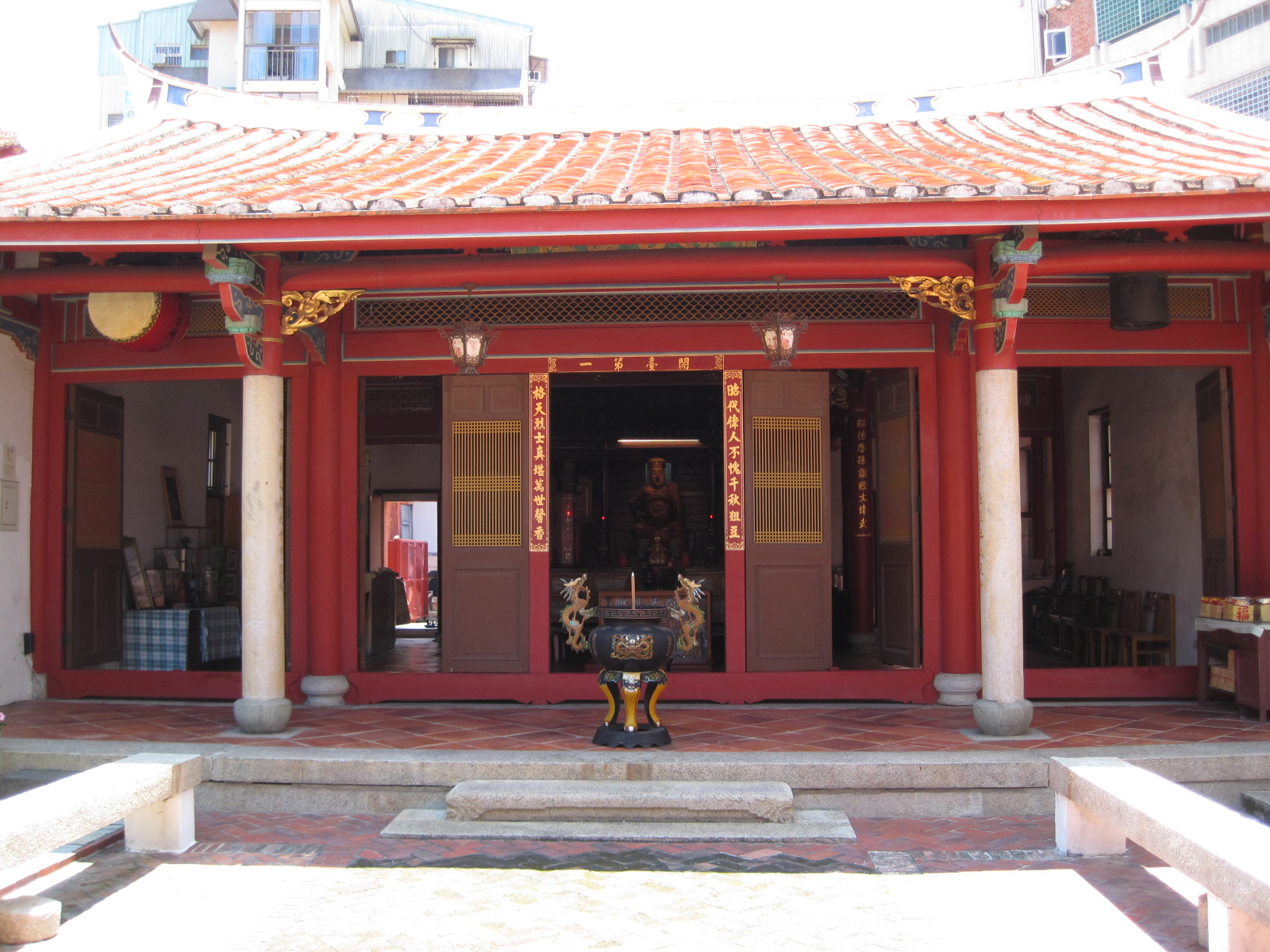
正殿外觀
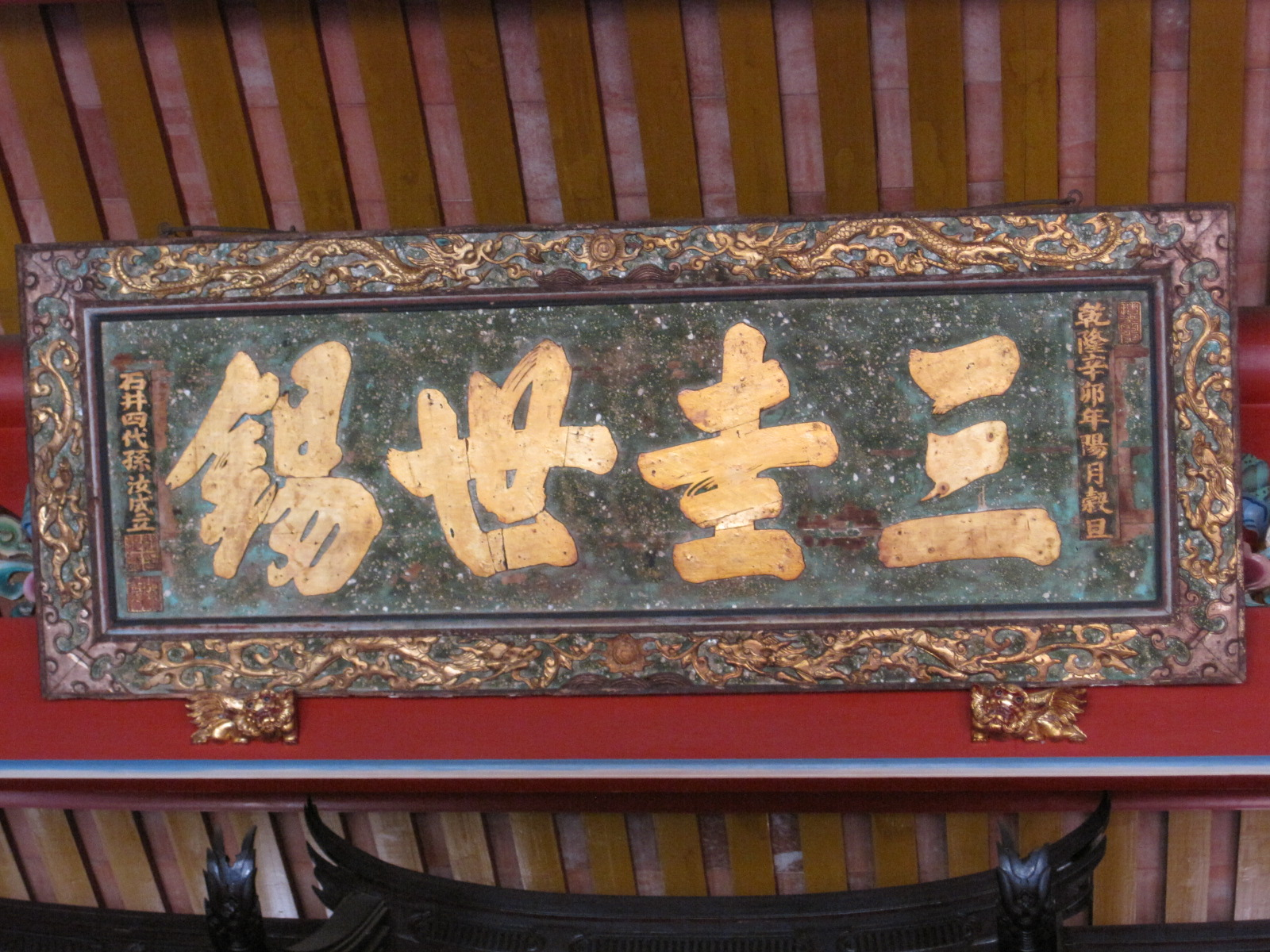
「三圭世錫」匾
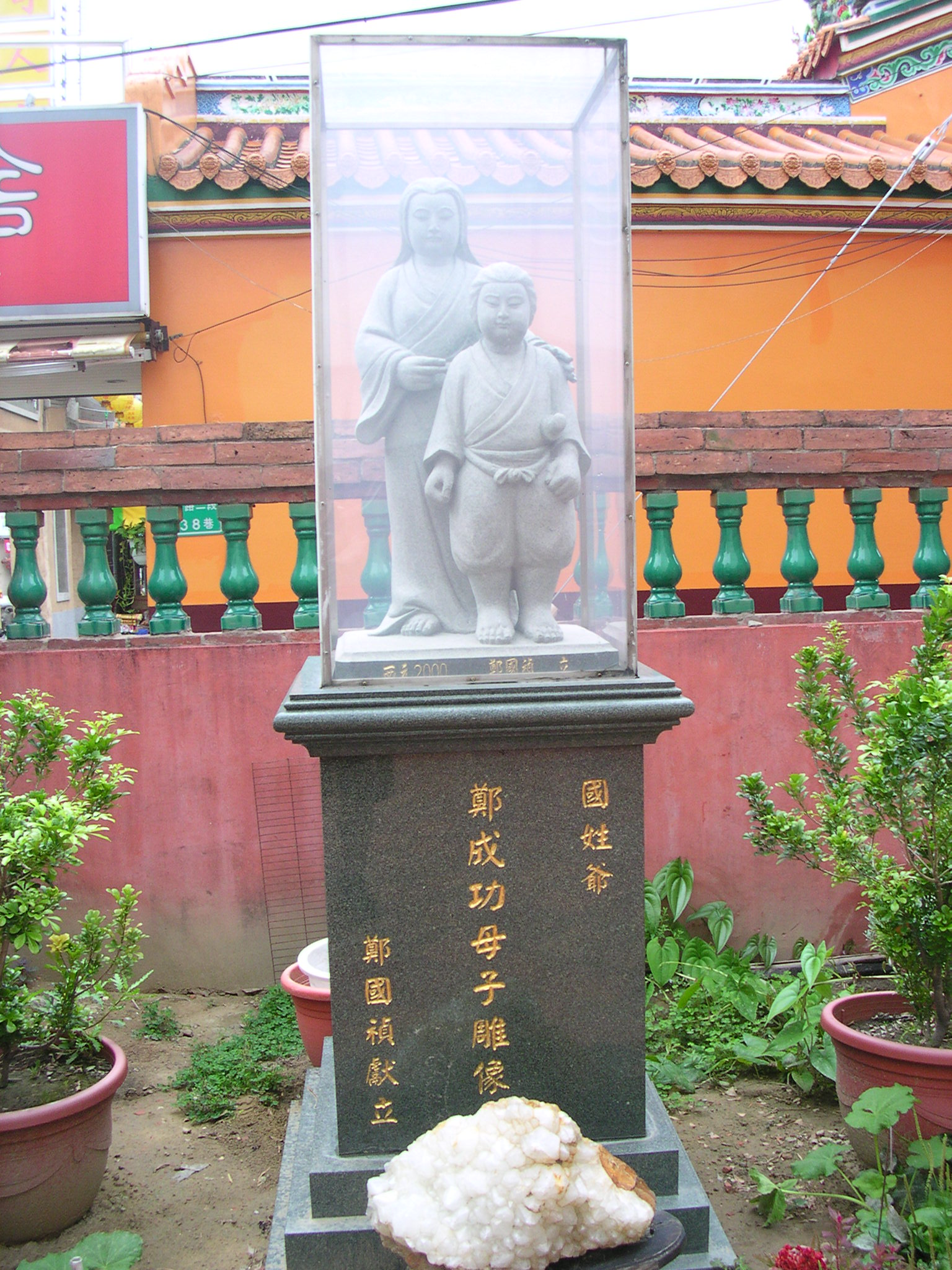
幼年鄭成功及母親田川松之雕像